# روزاليند (قمر)
بالإنكليزية Rosalind هو قمر طبيعي داخلي لأورانوس . وقد اكتشف من الصور التي التقطها المسبار فوياجر 2 على في 13 كانون الثاني 1986 ، والتعيين مؤقت له S/1986 U 4 . اسمه مشتق من بطلة مسرحية كما تحبها لويليام شكسبير .
ينتمي روزاليند إلى مجموعة أقمار بورتشيا والتي تتكون من 27 قمرا، والتي تتضمن أيضا جولييت و بيانكا و ديسديمونا و بورشيا و بليندا و كيوبيد و كريسيدا و برديتا و لهذه الأقمار نفس الخصائص المدارية .
يظهر في الصور ككائن كروي تقريبا. سطحه رمادي اللون.